# Książę Grafton

## Informacje ogólne
- Dodatkowymi tytułami księcia Grafton są:
  - hrabia Euston (od 1672 r.)
  - wicehrabia Ipswich (od 1672 r.)
  - baron Sudbury (od 1672 r.)
- Najstarszy syn księcia Grafton nosi tytuł hrabiego Euston
- Najstarszy syn hrabiego Euston nosi tytuł wicehrabiego Ipswich
- Rodową siedzibą książąt Grafton jest Euston Hall w hrabstwie Suffolk

## Lista książąt Grafton
Książęta Grafton 1. kreacji (parostwo Anglii)
- 1675–1690: Henry FitzRoy, 1. książę Grafton
- 1690–1757: Charles FitzRoy, 2. książę Grafton
- 1757–1811: Augustus Henry FitzRoy, 3. książę Grafton
- 1811–1844: George Henry FitzRoy, 4. książę Grafton
- 1844–1863: Henry FitzRoy, 5. książę Grafton
- 1863–1882: William Henry FitzRoy, 6. książę Grafton
- 1882–1918: Augustus Charles Lennox FitzRoy, 7. książę Grafton
- 1918–1930: Alfred William Maitland FitzRoy, 8. książę Grafton
- 1930–1936: John Charles William FitzRoy, 9. książę Grafton
- 1936–1970: Charles Alfred Euston FitzRoy, 10. książę Grafton
- 1970–2011: Hugh Dennis Charles FitzRoy, 11. książę Grafton
- 2011–        : Henry Oliver Charles FitzRoy, 12. książę Grafton

Następca 12. księcia Grafton: Alfred James Charles FitzRoy, hrabia Euston